# Dragon Half
Dragon Half (ドラゴンハーフ Doragon Hāfu?) es un manga japonés escrito y dibujado por Ryūsuke Mita. El manga fue publicado en la revista Dragon Magazine de la editorial Fujimi Shobo del 30 de enero de 1988 al 30 de abril de 1994. Fue adaptada en un OVA de dos episodios animado por Production I.G en 1993.
La trama gira en torno a Mink, una adolescente medio humana/medio dragón en la búsqueda de una poción que la convierta en humana completa para poder conseguir el amor del legendario cantante y cazador de dragones Dick Saucer.
La historia es una parodia de los juegos de rol japoneses y realiza bromas con muchos cliché de los anime, incluyendo momentos de erotismo, una colección de enemigos cómicamente patéticos, con un uso extenso de super deformed. El autor muestra una evolución en su estilo, pasando de trazos más simples en los primeros números a un acabado más estilizado y con líneas más definidas en las entregas posteriores.

## Argumento
Mink es hija de un hábil espadachín y una dragona roja. A los quince años, se enamora de Dick Saucer, un cantante que también es cazador de dragones, por esta última razón busca una poción para convertirse en un ser humano completo. Para conseguirla, debe derrotar al «Gran Diablo» Azetodeth, que habita en la «Isla del Rey Demonio», y reconstruir la «calabaza sagrada», un artefacto capaz de sellarlo. Además, enfrenta la rivalidad de la Princesa Vina por el amor de Saucer. En su misión, Mink cuenta con la ayuda de sus amigos Rufa, Pia y un hada-ratón llamada Mappy.
Tras una serie de aventuras y el descubrimiento del pasado de Dick Saucer, Mink se enfrenta a Azetodeth. Con la «calabaza sagrada», logra sellarlo y obtiene la poción que buscaba. Sin embargo, decide no usarla y elige permanecer como mitad humana y mitad dragona roja. En su lugar, entrega la poción a su amiga Rufa, quien había sido transformada en sapo por la magia de Azetodeth.

## Personajes
- Mink (ミンク Minku?): Hija de Rouce, un cazador de dragones, y Mana, una dragona. Tiene el cabello y los ojos rojos, además de cuernos y una cola. Puede volar gracias a unas alas de dragón que aparecen a voluntad, lanzar aliento de fuego y posee una fuerza extraordinaria. Está enamorada de Dick Saucer. Sin embargo, debido a su herencia mitad humana y mitad dragona, está buscando la legendaria Poción de Pido (ピド・ポーション Pido-Pōshon?), que la convertiría en completamente humana.[9]
- Rufa (ルファ Rufa?): La mejor amiga de Mink es una elfa físicamente débil que también tiene magia débil. Su ineptitud mágica se refleja en el manejo de su bastón mágico, con el que habitualmente golpea todo menos su objetivo. Tiene una personalidad sádica, es bastante inmoral y poco considerada. Además, tiene un alto deseo sexual, tanto hacia Mink como hacia otras mujeres.[10]
- Pia (ピア Pia?): Una chica humana de baja estatura amiga de Mink y Rufa. Siempre lleva armadura debido a la sobreprotección de sus padres, va acompañada de su mascota hada-ratón Mappy (マツピー Mappī?).[11][6]
- Dick Saucer (ディック・ソーサー Dikku Sōsā?): Es un ídolo pop y un famoso aventurero que ha tomado el lugar de Rouce como el cazador de dragones oficial del Rey Siva. Encarnando el arquetipo de un «chico bonito», cuenta con la admiración de muchas chicas. Sin embargo, tras ser engañado por el Rey Siva, quien le hizo creer que Mink es un dragón rojo disfrazado, intenta matarla.[9][12]
- Vina (ビーナ Bīna?): La medio-babosa hija del Rey Siva y Venus. Es la rival de Mink por el amor de Dick Saucer.[7]
- Damaramu (ダマラム Damaramu?): Un luchador no muy inteligente enviado por el Rey Siva para capturar a Mink. Habla de sí mismo en tercera persona, usualmente repitiendo la frase «Damaramu ha cometido el mayor error de su vida».[8]
- Rey Siva (シヴァ王 Shiva-Ō?): Padre de la princesa Vina, quiere matar a Rouce para quedarse con Mana en primera instancia, y posteriormente con Mink.[10]
- Azetodeth (アザトデス Azatodesu?): El antagonista de la historia, el «Gran Diablo», un monstruo de tres ojos que dirige a su ejército de monstruos. Vive en la «isla del Rey Demonio».[6]

## Publicaciones

### Manga
Dragon Half consta de 65 capítulos y fue publicado por entregas en la revista Dragon Magazine entre 1988 y 1994,tras acabar su publicación el autor creó una secuela llamada Dragon Half Z sobre Pink, la hija de Mink de siete años, dicha historia fue incluida en la recopilación de siete tankōbon, y posteriormente en tres wideban que incluía imágenes adicionales y entrevistas con el autor que no se encontraban en las publicaciones originales.
En España, fue publicada por la editorial Planeta DeAgostini en dos series: la primera constaba de cuatro volúmenes y la segunda de ocho. La primera serie se publicó entre abril y julio de 1997, y la segunda entre abril y octubre de 1998.

### Anime
En 1993, Production I.G realizó una adaptación en formato OVA de 2 episodios de Dragon Half. Fue escrita y dirigida por Shinya Sadamitsu, con diseños de personajes de Masahiro Koyama y música de Kōhei Tanaka. El primer episodio, El viaje de Mink (ドラゴンハーフ～ミンク旅立ち Minku Tabidachi?), se estrenó el 26 de marzo de 1993, el segundo, El torneo brutalmente asesino de artes marciales (ドラゴンハーフ(後編)～凶殺武闘大会 Kyōsatsu Butō Taikai?), se lanzó dos meses después, el 28 de mayo de 1993.
El OVA adapta secciones de los dos primeros volúmenes del manga. Inicialmente, se planearon 4 episodios, pero debido a la falta de interés, solo se produjeron dos.
El tema de cierre, My omelette (私の 玉子焼き Watashi no Tamagoyaki?) fue compuesto con la música de Beethoven (Sinfonía n.º 7, IV movimiento Allegro con brio), letras de Matsumiya Kyouko y cantado por Kotono Mitsuishi (que interpreta a Mink).

### Videojuego
El OVA también inspiró un videojuego para PC Engine, titulado igualmente Dragon Half, lanzado por Micro Cabin en 1993, también salió una versión para FM Towns en 1994. Es un juego de rol con un sistema basado en cartas que sigue, de manera aproximada, la trama del OVA.

### Juego de rol
La editorial Kadokawa Shōten publicó el 17 de septiembre de 1991 un juego de rol ambientado en Dragon Half, editado por Grupo SNE y diseñado por Miyuki Kiyomatsu. El 19 de marzo de 1992 apareció una ampliación de escenarios para el juego.